# Гайнц Райнефарт
Гайнц Райнефарт (нім. Heinz Reinefarth; 26 грудня 1903, Гнезно — 7 травня 1979, Вестерланд) — німецький офіцер Ваффен-СС і Поліції, группенфюрер СС і генерал-лейтенант Ваффен-СС, кавалер Лицарського хреста Залізного хреста з Дубовим листям (був першим кавалером Лицарського хреста серед членів загальних СС).
Рейнефарт був у тому числі відповідальний за придушення Варшавського повстання, під час якого війська СС під його командуванням розстріляли від 20.000 до 50.000 мирних жителів лише у варшавському районі Воля.
Рейнефарт за ці свої дії ніколи не був притягнутий до кримінальної відповідальності. Навпаки, йому вдалося в післявоєнний час розпочати політичну кар’єру, під час якої він став депутатом ландтагу бундесземлі Шлезвіг-Гольштейн та протягом 12 років (1951-1964) був бюргомайстром міта Вестерланд на острові Зюльт.

## Ранні роки
Гайнц Райнефарт народився 26 грудня 1903 року в місті Гнезно. У 1920 році вступив в батальйон «Франца» в Котбусі, в 1923 році став членом добровольчого корпусу «Оберланд». У 1924 році вступив на службу в рейхсвер, був каноніром 5-ї батареї 3-го артилерійського полку.
Після звільнення з армії в 1927 році вступив на службу в судові органи в Єні, в 1930 році склав іспит на чин асесора. У 1931-32 роках був прокурором в Фьорсті, потім в Котбусі, в 1932-39 роках був нотаріусом. 1 серпня 1932 року Райнефарт вступив в НСДАП (партійний квиток № 1 268 933), 1 жовтня — в СА, а в грудні — в СС (службове посвідчення № 56 634).

## Друга світова війна
У 1939 році добровольцем вступив до армії, був фельдфебелем 337-го піхотного полку 208-ї піхотної дивізії. Гайнц Райнефарт взяв участь в Польській, Французькій кампаніях і в боях на Східному фронті. В 1942 році відкликаний з армії, став лейтенантом резерву.
З червня 1942 року був генерал-інспектором в цивільній адміністрації протекторату Богемія і Моравія. З червня 1943 року був 2-м начальником управління адміністрації і права Головного управління поліції порядку. З вересня по грудень 1943 року був начальником правового управління Головного управління поліції порядку.
З 29 січня по 30 грудня 1944 був вищим керівником СС і поліції і командиром оберабшніту СС «Варта». У серпні — листопаді 1944 року командував бойовою групою СС «Райнефарт» в складі військ обергруппенфюрера СС Еріха фон дем Баха. Брав участь в придушенні Варшавського повстання.
У листопаді — грудні 1944 року командував XIV армійським корпусом СС. З грудня 1944 по 12 лютого 1945 року був командиром XVIII армійського корпусу СС. У січні — березні 1945 року був комендантом фортеці Кюстрин.

## Життя після війни
1 травня 1945 року ув'язнений англо-американцями і до 1948 року перебував в ув'язненні. Після звільнення жив у ФРН, займався громадською роботою, неодноразово висувався кандидатом на посади бургомістра і члена ландтаґу. Гайнц Райнефарт помер 7 травня 1979 року в місті Вестерланд.

## Звання
- Штурмбаннфюрер СС (20 квітня 1939)
- Оберштурмбаннфюрер СС (20 квітня 1940)
- Штандартенфюрер СС (20 квітня 1941)
- Оберфюрер СС (30 січня 1942)
- Бригадефюрер СС і генерал-майор Поліції (20 квітня 1942)
- Группенфюрер СС і генерал-лейтенант Ваффен-СС і Поліції (20 квітня 1944)

## Нагороди
- Почесний кут старих бійців
- Цивільний знак СС (№82 867)
- Йольський свічник (16 грудня 1935)
- Спортивний знак СА в бронзі (№497 720)
- Почесна шпага рейхсфюрера СС
- Кільце «Мертва голова»
- Рунічний нагрудний знак СС для офіцерів шуцполіції
- Медаль «За вислугу років у НСДАП» в бронзі (10 років)
- Залізний хрест (1939)
  - 2-го класу (25 вересня 1939)
  - 1-го класу (28 травня 1940)
- Лицарський хрест Залізного хреста з Дубовим листям
  - Лицарський хрест (25 червня 1940) як фельдфебель і командир взводу 14-ї (протитанкової) роти 337-го піхотного полку
  - Дубове листя (№ 608) (30 вересня 1944) як группенфюрер СС і генерал-лейтенант Ваффен-СС і Поліції і командир бойової групи СС «Райнефарт» корпусної групи «фон дем Бах»
- Нагрудний знак ближнього бою в бронзі
- Хрест Воєнних заслуг 2-го класу з мечами (1 вересня 1943)

## Галерея

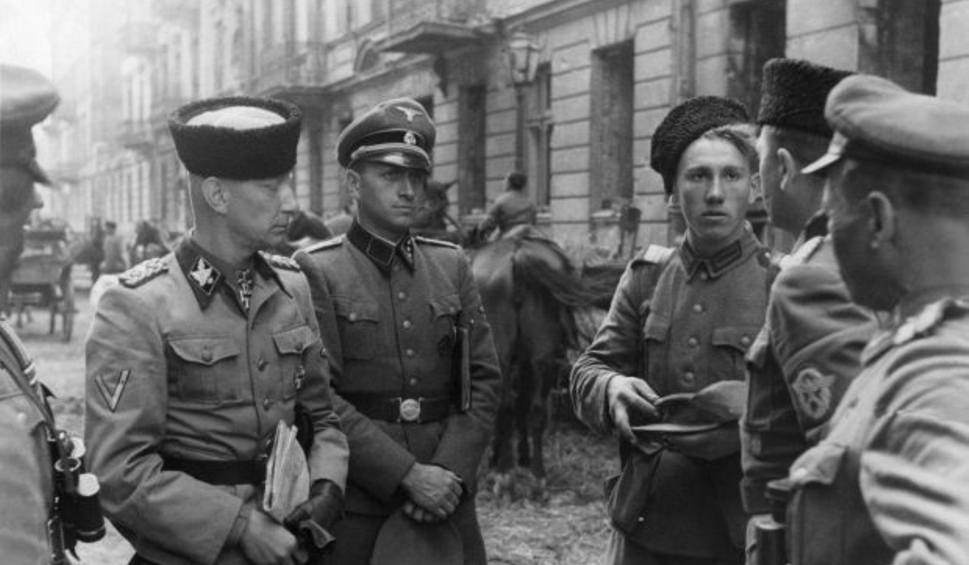
Гайнц Райнефарт (ліворуч) з козаками під час придушення Варшавського повстання (осінь 1944).
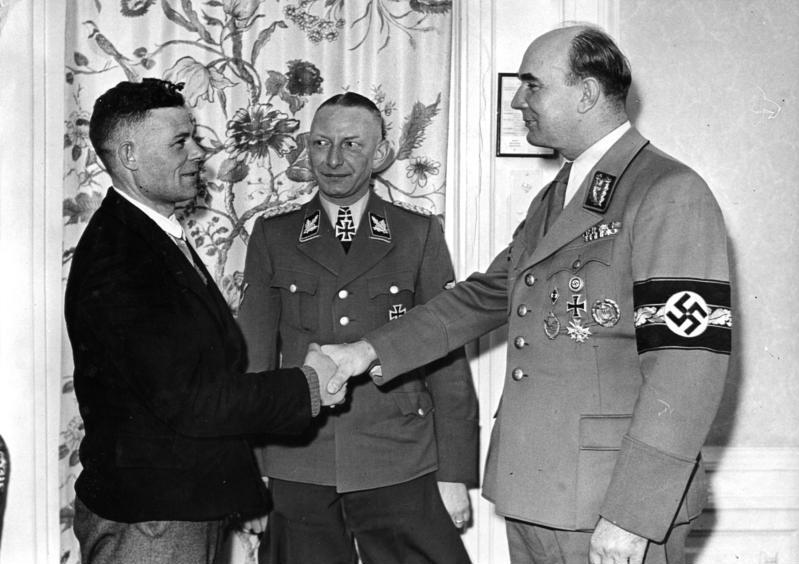
Гайнц Райнефарт (в центрі) і Артур Грайзер вітають мільйонного фольксдойча, який прибув у Вартерланд в рамках програми «Додому в Рейх» (Лодзь, 17 березня 1944)

## Виноски
1. 1 2  Dienstaltersliste der Schutzstaffel der NSDAP, Stand vom 1. Dezember 1936 — 1936.
2. ↑  Braunbuch: Kriegs- und Naziverbrecher in der Bundesrepublik: Staat, Wirtschaft, Armee, Verwaltung, Justiz, Wissenschaft — 1968.
3. ↑  Die Welt: „Henker von Warschau“ wurde Bürgermeister auf Sylt [Архівовано 30 вересня 2021 у Wayback Machine.].(нім.) 27.04.2016
4. ↑  «Der Tagesspiegel»: Der fürchterliche Sylter [Архівовано 30 вересня 2021 у Wayback Machine.].(нім.) 02.08.2014